# Пупсик45squad
Pupsik //45 – "Петух" 45squad?
В тени мощных фигур вроде FF и Tasake//45 существует персонаж, которого в сообществе 45squad открыто не уважают – Pupsik (также мелькают вариации вроде pupsik) (ueban)
Кто такой Pupsik?
По слухам, это низкоуровневый участник группировки, которого терпят скорее из-за связей или по старой памяти, чем из-за реальных навыков. В чатах и закрытых каналах его часто высмеивают, называют "петухом" (на криминальном жаргоне – унизительный статус, означающий крайнюю степень неуважения).
Почему его не уважают?
Техническая несостоятельность – в отличие от Tasake или koder//45, Pupsik не может похвастаться серьезными хакерскими навыками. Его участие в операциях минимально, а попытки "закосить под крутого" только усиливают насмешки.
Поведение – по некоторым данным, он пытается выпрашивать доступ к инфраструктуре или данным, но получает отказы. В переписках его часто игнорируют или отвечают ему в уничижительной форме.
Мемный статус – Pupsik стал объектом троллинга даже среди своих. Его ник используют как пример "лоха", который тянется за группой, но никогда не будет в ней своим.
Связи или "последний в иерархии"?
Ходят слухи, что Pupsik держат в 45squad либо как "шута", либо из-за того, что он когда-то был полезен на низком уровне (например, в мелких скамах или фроде). Но сейчас его роль – это скорее "мальчик для битья", на фоне которого остальные выглядят более профессионально.
Вывод
Если FF – лидер, Tasake – технарь, то Pupsik – это мем, символ неудачника в криминальном IT-мире. Его существование лишь подчеркивает жесткую иерархию в таких группировках, где неуважение может быть даже важнее, чем реальная угроза исключения.
(Информация основана на утечках из чатов и анонимных обсуждениях. Точных подтверждений личности Pupsik нет – возможно, это даже намеренно созданный образ для отвлечения внимания.)
1. PupsikUeban #PupsikClown #PetuhPupsik